# Bermuda ai Giochi olimpici
Bermuda ha partecipato per la prima volta ai Giochi olimpici nel 1936.
Gli atleti bermudani hanno vinto la loro prima medaglia ai Giochi olimpici estivi con Clarence Hill nel 1976, mentre il primo oro è arrivato a Tokyo 2020 nel Triathlon femminile grazie a Flora Duffy. Non ne hanno mai vinta alcuna ai Giochi olimpici invernali.
L'Associazione Olimpica di Bermuda, creata nel 1935, venne riconosciuta dal CIO nel 1936.

## Medaglieri

### Medaglie alle Olimpiadi estive
| Giochi                 | Oro              | Argento          | Bronzo           | Totale           |
| ---------------------- | ---------------- | ---------------- | ---------------- | ---------------- |
| Berlino 1936           | 0                | 0                | 0                | 0                |
| Londra 1948            | 0                | 0                | 0                | 0                |
| Helsinki 1952          | 0                | 0                | 0                | 0                |
| Melbourne 1956         | 0                | 0                | 0                | 0                |
| Roma 1960              | 0                | 0                | 0                | 0                |
| Tokyo 1964             | 0                | 0                | 0                | 0                |
| Città del Messico 1968 | 0                | 0                | 0                | 0                |
| Monaco 1972            | 0                | 0                | 0                | 0                |
| Montréal 1976          | 0                | 0                | 1                | 1                |
| Mosca 1980             | non partecipante | non partecipante | non partecipante | non partecipante |
| Los Angeles 1984       | 0                | 0                | 0                | 0                |
| Seul 1988              | 0                | 0                | 0                | 0                |
| Barcellona 1992        | 0                | 0                | 0                | 0                |
| Atlanta 1996           | 0                | 0                | 0                | 0                |
| Sydney 2000            | 0                | 0                | 0                | 0                |
| Atene 2004             | 0                | 0                | 0                | 0                |
| Pechino 2008           | 0                | 0                | 0                | 0                |
| Londra 2012            | 0                | 0                | 0                | 0                |
| Rio de Janeiro 2016    | 0                | 0                | 0                | 0                |
| Tokyo 2020             | 1                | 0                | 0                | 0                |
| Parigi 2024            | 0                | 0                | 0                | 0                |
| Totale                 | 1                | 0                | 1                | 2                |

### Medaglie alle Olimpiadi invernali
| Giochi              | Oro              | Argento          | Bronzo           | Totale           |
| ------------------- | ---------------- | ---------------- | ---------------- | ---------------- |
| Albertville 1992    | 0                | 0                | 0                | 0                |
| Lillehammer 1994    | 0                | 0                | 0                | 0                |
| Nagano 1998         | 0                | 0                | 0                | 0                |
| Salt Lake City 2002 | 0                | 0                | 0                | 0                |
| Torino 2006         | 0                | 0                | 0                | 0                |
| Vancouver 2010      | 0                | 0                | 0                | 0                |
| 2014 Sochi          | 0                | 0                | 0                | 0                |
| 2018 PyeongChang    | 0                | 0                | 0                | 0                |
| 2022 Pechino        | non partecipante | non partecipante | non partecipante | non partecipante |
| Totale              | 0                | 0                | 0                | 0                |

### Medagliati
| Medaglia | Atleta        | Edizione      | Sport     | Evento          |
| -------- | ------------- | ------------- | --------- | --------------- |
| Bronzo   | Clarence Hill | Montréal 1976 | Pugilato  | Pesi Massimi    |
| Oro      | Flora Duffy   | Tokyo 2020    | Triathlon | Prova femminile |